# هنري كونواي
هنري كونواي (بالإنجليزية: Henry Conway)‏ هو كاتب بريطاني، ولد في 24 نوفمبر 1983 في نيوكاسل أبون تاين في المملكة المتحدة.